# Eduardo Vilches
Eduardo Enrique Vilches Arriagada (ur. 21 kwietnia 1963 w Colina) – piłkarz chilijski grający podczas kariery na pozycji obrońca.